# 杜埃站
杜埃站是法国的一个铁路车站，位于法国北部城市杜埃。

## 位置
杜埃站位于巴黎－里尔铁路217.434公里处，同时也是杜埃－瓦朗谢讷铁路和圣瑞斯特昂朔塞－杜埃铁路两条铁路的交汇点。车站位于杜埃老城区的东部。车站大致呈南北走向，开口朝西。车站前方为大容量公交车（法語：BHNS）的车站，而普通公交线路及郊区线路的上下车地点则位于车站前方大约150米处的卡尔诺广场（Place Carnot）。

## 历史

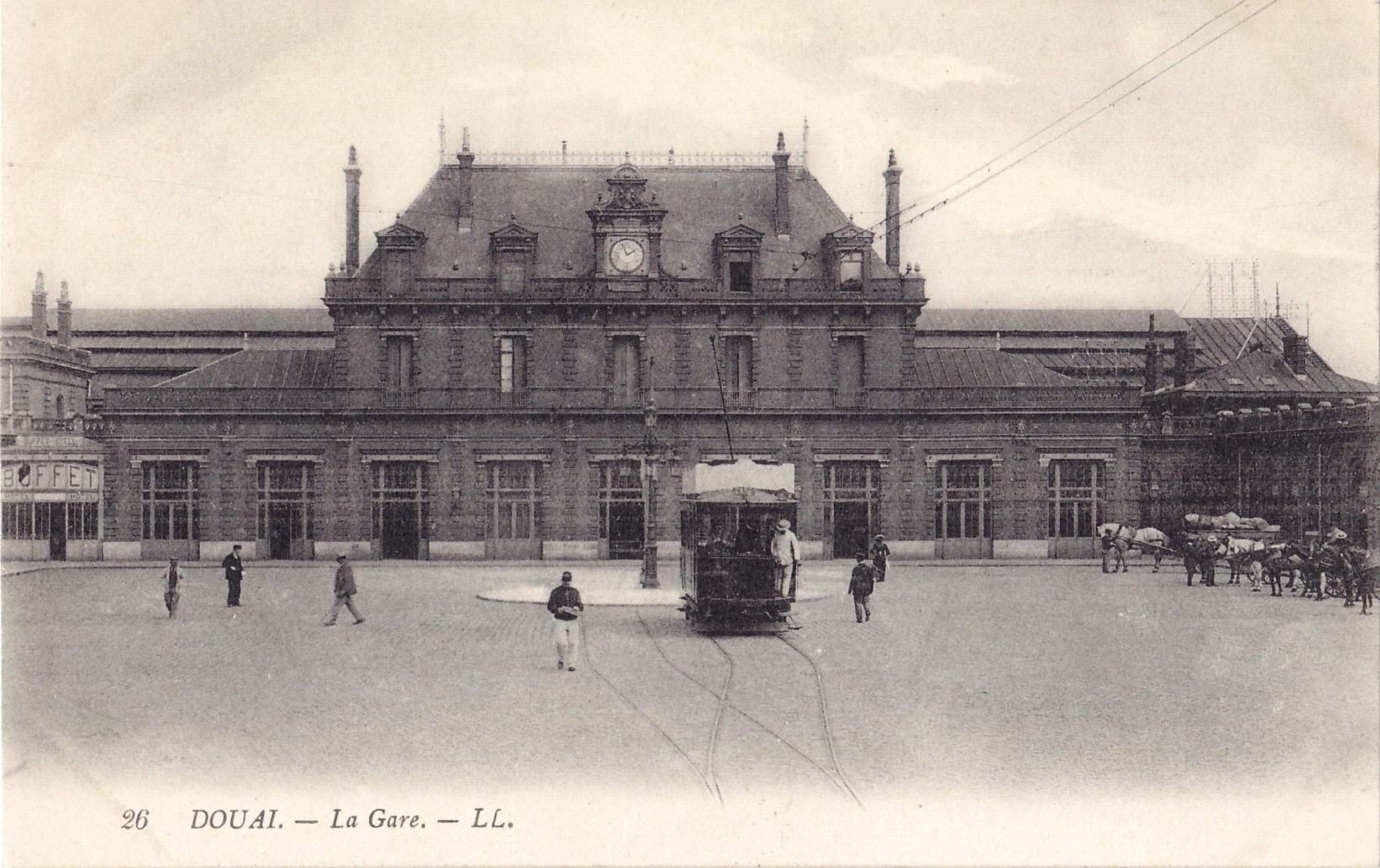
1900年的杜埃火车站

杜埃站最初建于1846年，是法国北部的一个重要的铁路枢纽，有四个不同方向的复线电气化铁路在此交汇。
杜埃站的最后一次大规模翻新是在1994年。
在法国高速铁路北线建成通车以前，杜埃站是由巴黎前往里尔方向的必经之路。自高速铁路通车以后，途径杜埃的长途列车逐渐减少，但区域列车依旧繁忙。
2009年，连接尼斯和里尔的长途夜班车停运。2015年，由里尔前往布列塔尼方向的TGV列车不再经停杜埃站，此举曾造成了当地议员的卧轨抗议。
此外，由于阿拉斯经杜埃前往瓦朗谢讷并非一条完整的铁路线，致使所有经过杜埃的巴黎—瓦朗谢讷高铁列车需要在杜埃站内进行换向作业。2018年底，法国国家铁路计划取消该高铁线路的杜埃站停靠，以缩短巴黎至瓦朗谢讷高铁列车的运行时间（大约20分钟）。但由于此举将使得杜埃站失去前往直达巴黎的列车，SNCF的这一设想再次引发了当地政府的抗议。

## 站台设置
| 东↑  |             |             |
|      |             | 存车/通过线 |
|      | 岛式        |             |
| 10道 |             |             |
| 8道  |             |             |
|      | 岛式        |             |
| 6道  |             |             |
| 4道  |             |             |
|      | 岛式        |             |
| 2道  |             |             |
| 1道  |             |             |
|      | 岛式        |             |
| 3道  |             |             |
| 5道  |             |             |
|      | 侧式 主站房 |             |
| 西↓  |             |             |

- 注：7道位于靠近主站房的侧式站台的北侧，为嵌入式尽头车道，站台位于车道北侧。

## 停靠线路
以下列车线路在杜埃站停靠：
| 杜埃站列车线路表               |                     |                               |                        |                     |
| 线路                           | 车种                | 上一站                        | 下一站                 | 大致运行频率        |
| 巴黎—瓦朗谢讷                  | TGV                 | 阿拉斯                        | 瓦朗谢讷               | 每天4趟左右         |
| 蒙彼利埃/里昂—里尔             | TGV                 | 阿拉斯                        | 里尔弗朗德             | 每天1趟             |
| 里尔→波尔多                    | TGV                 | 里尔弗朗德                    | 阿拉斯                 | 每天1班（单向停靠） |
| 鲁昂/亚眠—里尔                 | TER Hauts-de-France | 阿拉斯                        | 里尔弗朗德             | 每天22趟左右        |
| 阿谢/阿拉斯—杜埃               | TER Hauts-de-France | 布雷比耶尔南/科尔贝姆         | （终点）               | 每天17趟左右        |
| 里尔/杜埃—瓦朗谢讷             | TER Hauts-de-France | 奥斯特里库尔/德勒桥/（起点）  | 奥斯特尔旺地区蒙提尼   | 每天11趟左右        |
| 瓦朗谢讷/杜埃—朗斯             | TER Hauts-de-France | 奥斯特尔旺地区蒙提尼/（起点） | 奥斯特里库尔           | 每天7趟左右         |
| 圣康坦/比西尼/康布雷—杜埃/里尔 | TER Hauts-de-France | 桑勒诺布勒                    | （终点）/德勒桥/勒福雷 | 每天7趟左右         |
| 1.                             |                     |                               |                        |                     |

## 配套交通

### 城际客运
| 停靠杜埃的大巴车 |                            | |
| 上下车地点       | 运营单位                   | 主要目的地 |
| 卡尔诺广场       | 诺尔省城际客运 Arc en Ciel | 206 拉什 · 福蒙 · 贝尔塞 · 佩韦勒地区蒙斯 · 阿韦兰 · 塞克兰 · 里尔 207 罗瓦朗丹 · 拉什 · 拉什旁弗利讷 · 库提什 · 奥尔希 208 桑勒诺布勒 · 洛夫尔 · 埃卡永 · 索曼 · 夫雷 · 马尔谢讷 320 杜埃旁朗布尔 · 库尔舍莱特 · 布勒比耶尔 · 阿尔图瓦地区维特里 322 德希 · 费兰 · 埃斯特雷 · 阿梅勒 · 莱克吕斯 323 德希 · 康坦 · 比尼库尔 · 布吕内蒙 · 弗雷桑 · 费珊 · 弗雷西 · 奥斯特尔旺地区马尔克 325 戈勒赞 · 阿尔勒 · 帕吕埃勒 · 瓦西勒韦尔热 · 埃库尔圣康坦 · 雷库尔 |
| 卡尔诺广场       | SNCF                       | （当某条铁路线施工或罢工时，SNCF可能会提供途径该线路沿途站点的大巴车） |
| 1. 2. 3. 4.      |                            | |

### 城市公共交通
| 杜埃站附近的公共交通线路 |                 | |
| 公交车站名称             | 位置            | 停靠线路 |
| （火车站）               | 杜埃站正前方    | A 杜埃-德拉特尔德塔西尼 ↔ 阿尼什-阿赞库尔 |
| （卡尔诺广场）           | 杜埃站西侧150米 | 2 欧比-好空气 ↔ 桑勒诺布勒-高级中学 3 杜埃-戴高乐广场 ↔ 佩康库尔-圣玛丽 5 杜埃-戴高乐广场 ↔ 弗莱尔昂埃斯克尔比厄-商业中心 6 杜埃-戴高乐广场 ↔ 罗瓦朗丹-四块 7 杜埃-戴高乐广场 ↔ 兰博库尔-伊莲·波雷勒 13 杜埃-戴高乐广场 ↔ 德希-代博尔德·瓦尔莫小区 15 杜埃-德拉特尔德塔西尼 ↔ 杜埃-阿森纳 16 杜埃-戴高乐广场 ↔ 拉什旁弗利讷-勒卡特莱 |
| 1. 2.                    |                 | |

### 社会车辆
杜埃站正前方及北侧均设有大型露天停车场。杜埃站门口设有出租车站点。

## 临近车站
| 杜埃站（Gare de Douai）        |                          |                                |
| 上行车站                       | 线路                     | 下行车站                       |
| 科尔贝姆站 5.4km ←             | 巴黎－里尔铁路           | 德勒桥站 → 3km                 |
| （起点）                       | 杜埃－瓦朗谢讷铁路       | 奥斯特尔旺地区蒙提尼站 → 5.5km |
| 桑勒诺布勒站 3.2km ←           | 圣瑞斯特昂朔塞－杜埃铁路 | （终点）                       |
| - 本表仅显示运营中的线路及车站 |                          |                                |